# Alberto L'Abate
Alberto L'Abate (Brindisi, 24 gennaio 1931 – Firenze, 19 ottobre 2017) è stato un sociologo, attivista e ricercatore italiano, impegnato nella ricerca per la pace e la nonviolenza.

## Biografia
Alberto nasce a Brindisi da Alma Bianca Zaccaro e Giovanni L'Abate.
Nella sua esperienza umana, fondamentale è stata l'amicizia e la collaborazione con Aldo Capitini che lo inizia ai temi della nonviolenza. Con Capitini inizia a partecipare alle varie edizioni della Marcia della Pace Perugia Assisi. In seguito  diverrà collaboratore delle iniziative di Danilo Dolci nella comunità di Trappeto in Sicilia. Collabora   con Dolci al libro " Inchiesta a Palermo" e va a lavorare come volontario a Palermo nel Cortile Cascino dal 1954 al 1956.
Tale esperienza ha influenzato la sua formazione di sociologo, in cui ha privilegiato lo studio dei conflitti, in particolare le dinamiche per la prevenzione delle guerre nel dialogo informale tra le parti. Alla fine degli anni '60 è stato Presidente del Servizio Civile Internazionale (S.C.I.) branca italiana. Come docente universitario, ha promosso il corso di laurea in "Operatori di pace, gestione e mediazione dei conflitti" dell'Università degli Studi di Firenze dove ha insegnato sociologia dei conflitti e ricerca per la pace. Negli ultimi anni insegnava  online. per la  Transcend Peace University. URL consultato il 5 febbraio 2018 (archiviato dall'url originale il 15 luglio 2013). " metodi di analisi e ricerca per la Pace." in inglese e in italiano.
 Nel 1977 si impegna attivamente con la moglie Anna Luisa Leonardi per impedire la nascita di due centrali nucleari nella Maremma toscana e laziale, attraverso un blocco della ferrovia Pisa-Roma a Capalbio. La coppia è stata processata ed assolta,  con una sentenza che riconosce il valore della loro azione. Le due centrali poi non furono costruite. Agli inizi degli anni Ottanta Alberto e Anna  Luisa sono in prima linea a Comiso, contro l'impianto di missili Cruise, partecipando alla Marcia internazionale Catania-Comiso.
Alberto e Anna Luisa hanno due figlie, Alessandra Bianca e Irene, e due figli, Giovanni e Andrew. I coniugi si impegnano in due conflitti Internazionali: in Iraq con i Volontari di Pace in Medio Oriente, e in Kosovo, promuovendo e conducendo l'esperienza dell'ambasciata di pace a Pristina e impegnandosi nella "Campagna Kossovo per la nonviolenza e la riconciliazione", importante esperienza di mediazione per la pacificazione di una zona appena uscita dalla guerra nell'ex-Jugoslavia.
All'impegno accademico L'Abate ha sempre affiancato l'attività di ricerca e di formazione nel Movimento nonviolento e nelle Peace Research. E' stato inoltre fondatore e portavoce dei Berretti Bianchi, promotore dei  IPRI- Rete Corpi civili di pace..
come ricercatore e programmatore socio-sanitario e anche un esperto delle Nazioni Unite, del Consiglio d'Europa e dell'Organizzazione mondiale della sanità.
Nel 2009 aderisce con grande forza alla Marcia mondiale per la pace e la non violenza. Negli ultimi anni ha fondato a Firenze La Fucina per la Nonviolenza, gruppo promotore di innumerevoli azioni a favore della pace e della nonviolenza.
Muore a Firenze il 19 ottobre 2017 all'età di 86 anni, è sepolto al Cimitero di San Piero A Ema di Bagno A Ripoli.

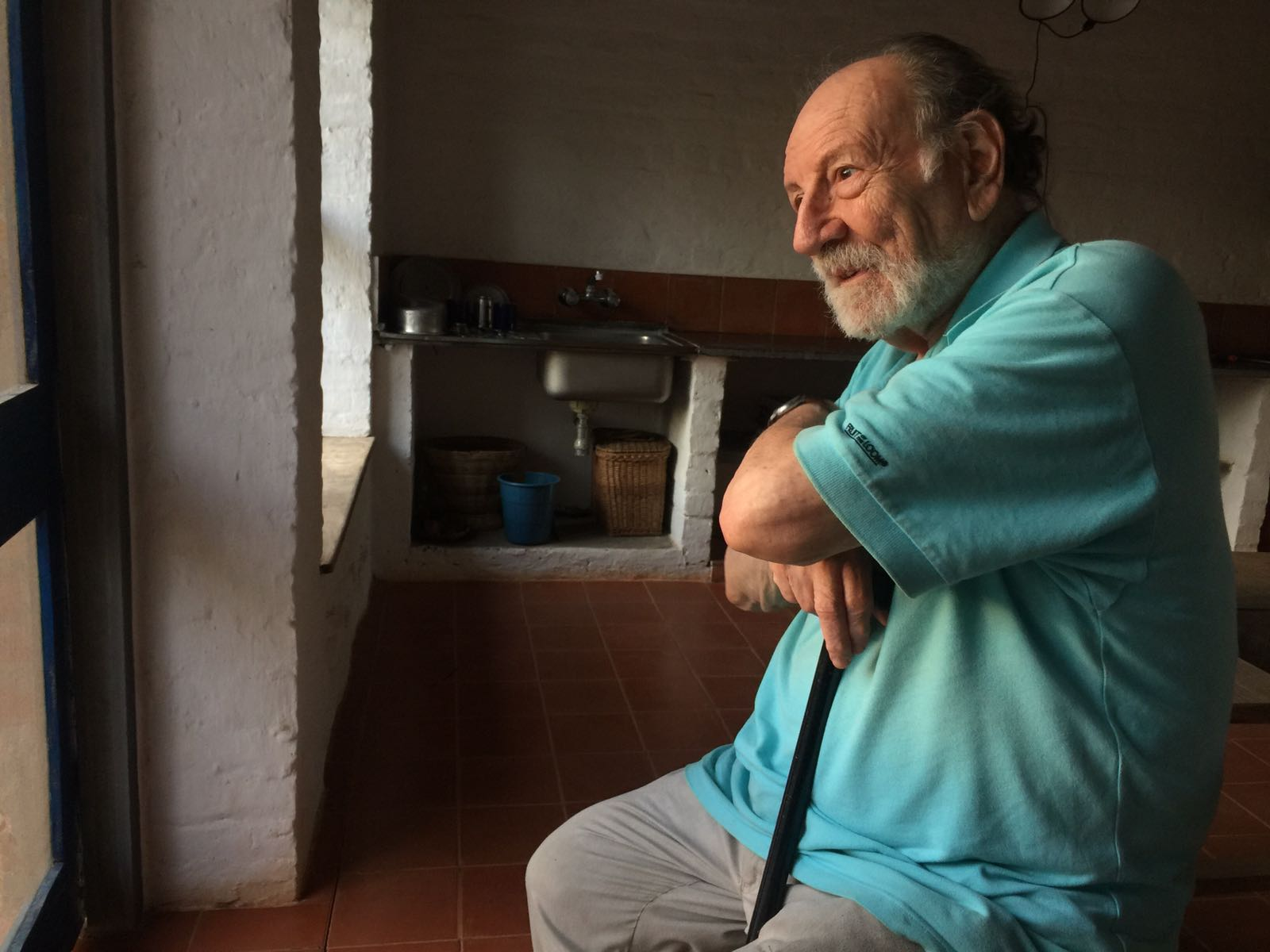
Alberto L'Abate, febbraio 2017.

## Opere
- Addestramento alla nonviolenza, Satyagraha, Torino (1985);
- Consenso, conflitto e mutamento sociale. Introduzione a una sociologia della nonviolenza. URL consultato il 29 marzo 2021 (archiviato dall'url originale il 29 marzo 2021)., FrancoAngeli, Milano (1990);
- Prevenire la guerra nel Kossovo, La Meridiana, Molfetta (Bari) (1997);
- Kossovo: una guerra annunciata. URL consultato il 29 marzo 2021 (archiviato dall'url originale il 29 marzo 2021)., La Meridiana, Molfetta (Bari) (1999);
- Giovani e pace. Ricerche e formazione per un futuro meno violento, Pangea, Torino (2001); seconda edizione Multimage, Firenze 2025.
- Per un futuro senza guerre. Dalle esperienze personali a una teoria sociologica per la pace. URL consultato il 29 marzo 2021 (archiviato dall'url originale il 29 marzo 2021)., Liguori Editore, Napoli (2008);
- Metodi di Analisi nelle scienze sociali e ricerca per la pace,  Multimage. e Trascend University Press, Firenze, 2013 (seconda edizione rivista Firenze 2016).
- L'Arte della Pace, nella rivista "Inchiesta Online", voce pacifismo, (gennaio 2013).
- L'arte della pace. URL consultato il 29 marzo 2021 (archiviato dall'url originale il 29 marzo 2021), Centro Gandhi edizioni, 2014

## Biblioteca e archivio personali
La Biblioteca di Scienze sociali dell'Università degli studi di Firenze conserva il Fondo L'Abate, comprendente monografie, opuscoli, inventari su argomenti connessi alla storia, la storia delle religioni, il diritto ecclesiastico e canonico, la storia dei rapporti fra Stato e Chiesa.
Nel 2018, la famiglia ha donato alla stessa biblioteca l'archivio di Alberto L'Abate, che raccoglie, in circa 400 faldoni, una vasta documentazione sui suoi studi e sul suo impegno nei movimenti pacifisti. L'archivio è in fase di riordino.